# Riccardo d'Évreux
Riccardo d'Évreux (... – 13 dicembre 1067) è stato un nobile normanno, conte di Évreux dal 1037 fino alla sua morte.

## Origine
Riccardo, secondo il monaco e cronista inglese, Orderico Vitale era il figlio primogenito dell'Arcivescovo di Rouen e Conte di Évreux, e, per due anni (1035-1037) anche reggente del ducato di Normandia, Roberto e della moglie, Herleva, di cui non si conoscono gli ascendenti, che era già sua amante, prima del matrimonio.
Roberto d'Évreux, sia secondo il monaco e cronista normanno, Guglielmo di Jumièges, nella sua Historiæ Normannorum Scriptores Antiqui, che secondo il cronachista, priore dell'abbazia di Bec e sedicesimo abate di Mont-Saint-Michel, Robert di Torigny, nella sua Chronique, era figlio di Riccardo I Senza Paura Jarl (equiparabile al nostro conte) dei Normanni e conte di Rouen, e della moglie, Gunnora (950-5 gennaio 1031), di cui non si conoscono i nomi degli ascendenti, ma di nobile famiglia di origine vichinga (nobilissima puella Danico more sibi iuncta) (Gunnor ex nobilissima Danorum prosapia ortam); i genitori di Roberto sono confermati anche da Orderico Vitale.

## Biografia
Suo padre Roberto, già Arcivescovo di Rouen, dal 989, nel 996, secondo Orderico Vitale, fu creato conte d'Évreux.
Nel 1035 il duca di Normandia, suo cugino, Roberto I, intraprese un pellegrinaggio in Terra santa, ma, durante il ritorno, sempre in quell'anno, presso Nicea morì. Duca di Normandia divenne il figlio, Guglielmo, di otto anni e suo padre, l'arcivescovo Roberto divenne reggente del ducato.

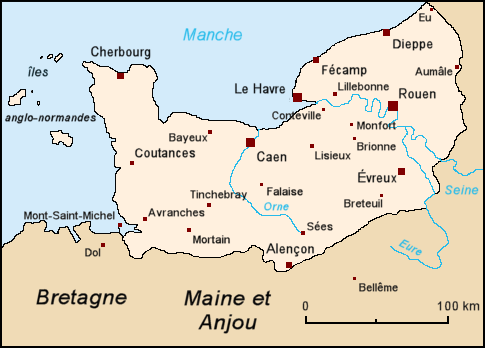
La Contea di Évreux, che occupava la parte sud orientale del ducato di Normandia, attorno alla città di Évreux; a est arrivava sino alla Senna, incluso la confluenza con l'Eure, mentre a ovest includeva anche la città di Breteil.

Suo padre, Roberto, secondo Roberto di Torigni morì nel 1037; nella Contea di Évreux gli succedette Riccardo, come ci confermano le Chartes de l'Abbaye de Jumièges (v. 825 à 1204); mentre, nell'Arcidiocesi di Rouen, gli succedette il nipote, Mauger.
Poco dopo essere divenuto conte di Évreux, secondo le Chartes de l'Abbaye de Jumièges (v. 825 à 1204), Riccardo fece una donazione all'abbazia di Jumièges.
Sempre in quel periodo, dopo il 1037, controfirmò una donazione del duca di Normandia, Guglielmo all'Abbazia di Saint-Wandrille de Fontenelle.
Secondo il documento n° XXIII del Monasterii Sainctae Trinitatis, di data imprecisata, Riccardo confermò la proprietà della chiesa di Gravigny all'abbazia di Sainte-Trinité di Rouen.
Come conferma il Neustria Pia, nel 1060, assieme alla moglie, Godechilde, fece costruire l'abbazia di Saint-Sauveur, in cui la loro figlia, anche lei di nome Godechilde, si fece suora.
Riccardo (Ricardus comes Ebroicensis, Rodberti archiepiscopi filius), assieme al figlio, Guglielmo (Willelmus Ebroicensi), fu tra capi dei Normanni che appoggiarono la spedizione in Inghilterra del duca di Normandia, Guglielmo I di Normandia detto il Bastardo, come conferma Orderico Vitale.
Molto probabilmente Riccardo, per l'età avanzata, non prese parte alla spedizione per la conquista dell'Inghilterra, della quale Guglielmo divenne sovrano nel 1066; infatti, quando ne gli Scriptores rerum gestarum Willelmi Conquestoris sono elencati i principali partecipanti alla spedizione, Riccardo non viene citato, mentre suo figlio, Guglielmo (Willelmo comite Deurons 80 naves), procurò 80 navi, e nemmeno viene elencato tra i partecipanti alla battaglia di Hastings, alla quale invece partecipò, secondo Orderico Vitale, suo figlio, Guglielmo (Guillermus Ricardi Ebroicensis comitis filius).
Morto il 13 dicembre 1067, secondo Orderico Vitale, fu tumulato nell'Abbazia di Saint-Wandrille de Fontenelle.
Gli succedette il figlio Guglielmo.

## Matrimonio e discendenza
Riccardo, dopo il 1040, prese in moglie una certa Godechilde, di cui non si conoscono gli ascendenti e che secondo Guglielmo di Jumièges era già stata moglie di Ruggero I di Tosny. Riccardo da Godechilde ebbe tre figli:
- Guglielmo[18]  († 1118), Conte di Évreux[18]
- Agnese, che secondo Orderico Vitale sposò Simone I († 1087), signore di Montfort[14].
- Godechilde, suora nell'abbazia di Saint-Sauveur[14].

## Ascendenza
|                         |   |                 | Genitori |  |  | Nonni |  |  | Bisnonni                 |  |  | Trisnonni |  |
|                         |   |                 |          |  |  |       |  |  | Guglielmo I di Normandia |  |  | Rollone   |  |
|                         |   |                 |          |  |  |       |  |  | Guglielmo I di Normandia |  |  | Rollone   |  |
|                         |   | Poppa di Bayeux |          |  |  |       |  |  | Guglielmo I di Normandia |  |  |           |  |
| Riccardo I di Normandia |   |                 |          |  |  |       |  |  | Guglielmo I di Normandia |  |  |           |  |
|                         |   | Sprota          | …        |  |  |       |  |  |                          |  |  |           |  |
|                         |   | Sprota          | …        |  |  |       |  |  |                          |  |  |           |  |
|                         |   | Sprota          | …        |  |  |       |  |  |                          |  |  |           |  |
| Roberto d'Évreux        |   | Sprota          |          |  |  |       |  |  |                          |  |  |           |  |
|                         |   | …               | …        |  |  |       |  |  |                          |  |  |           |  |
|                         |   | …               | …        |  |  |       |  |  |                          |  |  |           |  |
|                         |   | …               | …        |  |  |       |  |  |                          |  |  |           |  |
| Gunnara di Normandia    |   | …               |          |  |  |       |  |  |                          |  |  |           |  |
|                         |   | …               | …        |  |  |       |  |  |                          |  |  |           |  |
|                         |   | …               | …        |  |  |       |  |  |                          |  |  |           |  |
|                         |   | …               | …        |  |  |       |  |  |                          |  |  |           |  |
| Riccardo d'Évreux       |   | …               |          |  |  |       |  |  |                          |  |  |           |  |
|                         | … | …               |          |  |  |       |  |  |                          |  |  |           |  |
|                         | … | …               |          |  |  |       |  |  |                          |  |  |           |  |
|                         | … | …               |          |  |  |       |  |  |                          |  |  |           |  |
| …                       | … |                 |          |  |  |       |  |  |                          |  |  |           |  |
|                         |   | …               | …        |  |  |       |  |  |                          |  |  |           |  |
|                         |   | …               | …        |  |  |       |  |  |                          |  |  |           |  |
|                         |   | …               | …        |  |  |       |  |  |                          |  |  |           |  |
| Herleva                 |   | …               |          |  |  |       |  |  |                          |  |  |           |  |
|                         |   | …               | …        |  |  |       |  |  |                          |  |  |           |  |
|                         |   | …               | …        |  |  |       |  |  |                          |  |  |           |  |
|                         |   | …               | …        |  |  |       |  |  |                          |  |  |           |  |
| …                       |   | …               |          |  |  |       |  |  |                          |  |  |           |  |
|                         |   | …               | …        |  |  |       |  |  |                          |  |  |           |  |
|                         |   | …               | …        |  |  |       |  |  |                          |  |  |           |  |
|                         |   | …               | …        |  |  |       |  |  |                          |  |  |           |  |
|                         |   | …               |          |  |  |       |  |  |                          |  |  |           |  |

### Fonti primarie
- (LA)  Scriptores rerum gestarum Willelmi Conquestoris.
- (LA)  Collection des cartulaires de France tome III.
- (LA)  Etudes critiques sur l'abbaye de Saint-Wandrille.
- (LA)  Chronique de Robert de Torigni, abbé du Mont-Saint-Michel, vol I.
- (LA)  Chartes de l'Abbaye de Jumièges (v. 825 à 1204).
- (LA)  Ordericus Vitalis,  Historia Ecclesiastica, vol. II.
- (LA)  Ordericus Vitalis,  Historia Ecclesiastica, vol. unicum.
- (LA)  Historiæ Normannorum Scriptores Antiqui.

### Letteratura storiografica
- William John Corbett, "L'Inghilterra dal 954 alla morte di Edoardo il Confessore", cap. X, vol. IV (La riforma della chiesa e la lotta tra papi e imperatori) della Storia del Mondo Medievale, 1999, pp. 255–298.
- William John Corbett, "L'evoluzione del ducato di Normandia e la conquista normanna dell'Inghilterra", cap. I, vol. VI (Declino dell'impero e del papato e sviluppo degli stati nazionali) della Storia del Mondo Medievale, 1999, pp. 5–55.
- A. L. d'. Harmonville - Dizionario delle date, dei fatti, luoghi ed uomini storici - Roma, Giuseppe Antonelli editore, 1845.